# Xerotricha renei
Xerotricha renei е вид охлюв от семейство Hygromiidae.

## Разпространение
Видът е разпространен в Испания и Франция.